# 波默罗伊 (华盛顿州)
波默罗伊（英文：Pomeroy），是美国华盛顿州加菲尔德县下属的一座城市。根据 2000年美国人口普查，该市有人口1,517人。根据2010年美国人口普查，该市有人口1,425人。而2011年估计该市有1,422人。